# Slovensko narodno gledališče Opera in balet Ljubljana
Slovensko narodno gledališče Opera in balet Ljubljana (okrajšano SNG Opera in balet Ljubljana) je osrednja slovenska glasbeno-gledališka ustanova, ki uprizarja redne letne sezone opere, baleta in koncertov, pa tudi druga glasbena scenska dela. Na sezono pripravijo približno 150 predstav, od tega tri do pet novih produkcij.
Domuje v stavbi ljubljanske opere na Cankarjevi cesti v Ljubljani, dodatne prostore pa ima še v poslopju Kazine na Kongresnem trgu.
SNG Opera in balet Ljubljana trenutno vodi ravnatelj Staš Ravter. Umetniški vodja baleta po pooblastilu ravnatelja je Petar Đorčevski, umetniški vodja opere pa je Marko Hribernik.

## Zgodovina
Svoje začetke ima v leta 1867 ustanovljenem Dramatičnem društvu, v sedanji obliki pa deluje od leta 1918, ko je pridobila poklicni orkester in baletni ansambel. Večji pomen je dobilo z delovanjem ravnatelja Mirka Poliča (mandata 1925–1939 in 1945–1948), po drugi svetovni vojni pa je postalo prepoznavno tudi v mednarodnem merilu. Posebej odmevno je bilo gostovanje v Parizu z opero Zaljubljen v tri oranže Sergeja Prokofjeva leta 1957, pod vodstvom dirigenta Boga Leskovica.

### Ravnatelji/direktorji (od 1918)
- Fridrik Rukavina (1918–1925)
- Mirko Polič (1925–1939)
- Vilko Ukmar (1939–1945)
- Mirko Polič (1945–1948)
- Samo Hubad (1948–1951)
- Valens Vodušek (1951–1955)
- Smiljan Samec (1955–1956)
- Danilo Švara (1956–1958)
- Demetrij Žebre (1958–1968)
- Bogo Leskovic (1968–1973)
- Vladimir Kobler (1973–1975)
- Ciril Cvetko (1975–1981)
- France Dimec
- Kristijan Ukmar (1986–1991)
- Darko Brlek (1991–1992)
- Igor Švara (1992–1995)
- Darijan Božič (1995–1998)
- Borut Smrekar (1998–2005)
- Kristijan Ukmar (2005–2010)
- Mitja Bervar (2010-2013)
- Nuška Smolič, v. d. (2012-2013)
- Peter Sotošek Štular (2013-2018)
- Rajko Meserko, v. d. (2018-2019)
- Staš Ravter, v. d. (2019-2020)
- Staš Ravter (2020-)